# 鲁昂司法宫

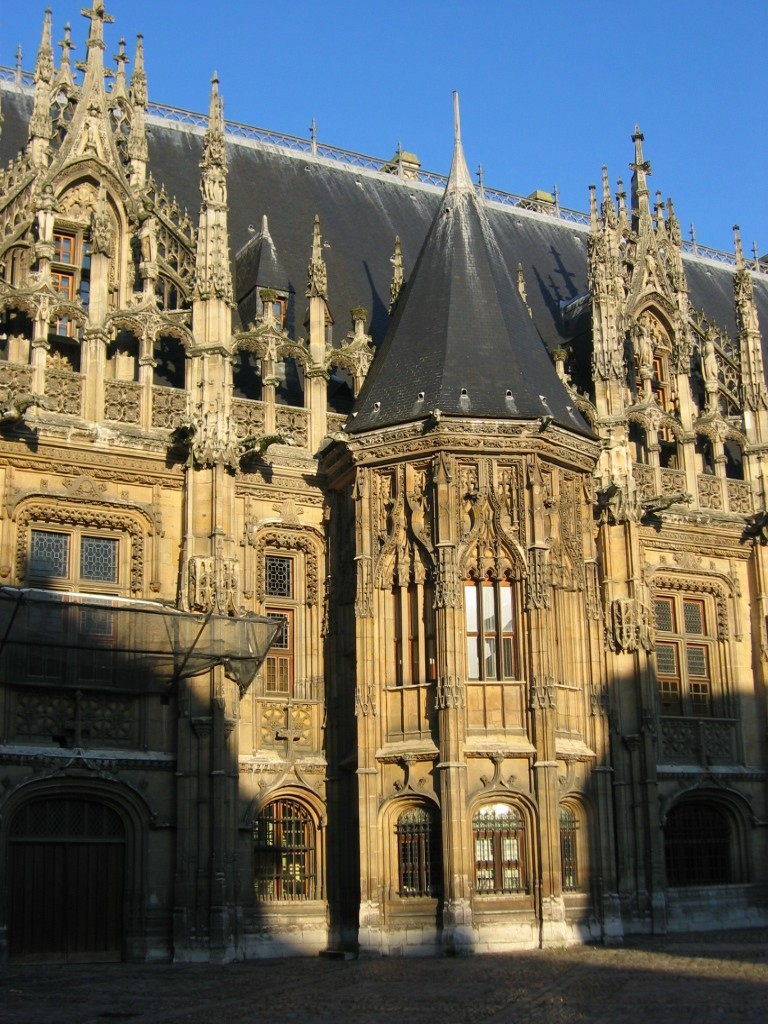

鲁昂司法宫（法語：Palais de justice de Rouen）是法国鲁昂的一座法院建筑，兴建于15世纪到20世纪。1840年，鲁昂司法宫被列为法国历史古迹。

## 历史
该建筑最初为诺曼底财务官驻地，16世纪改为诺曼底高级法院。
1944年，鲁昂司法宫遭到4月19日和8月26日两次毁灭性的轰炸，几乎彻底毁灭，只留下了残存的石墙。 

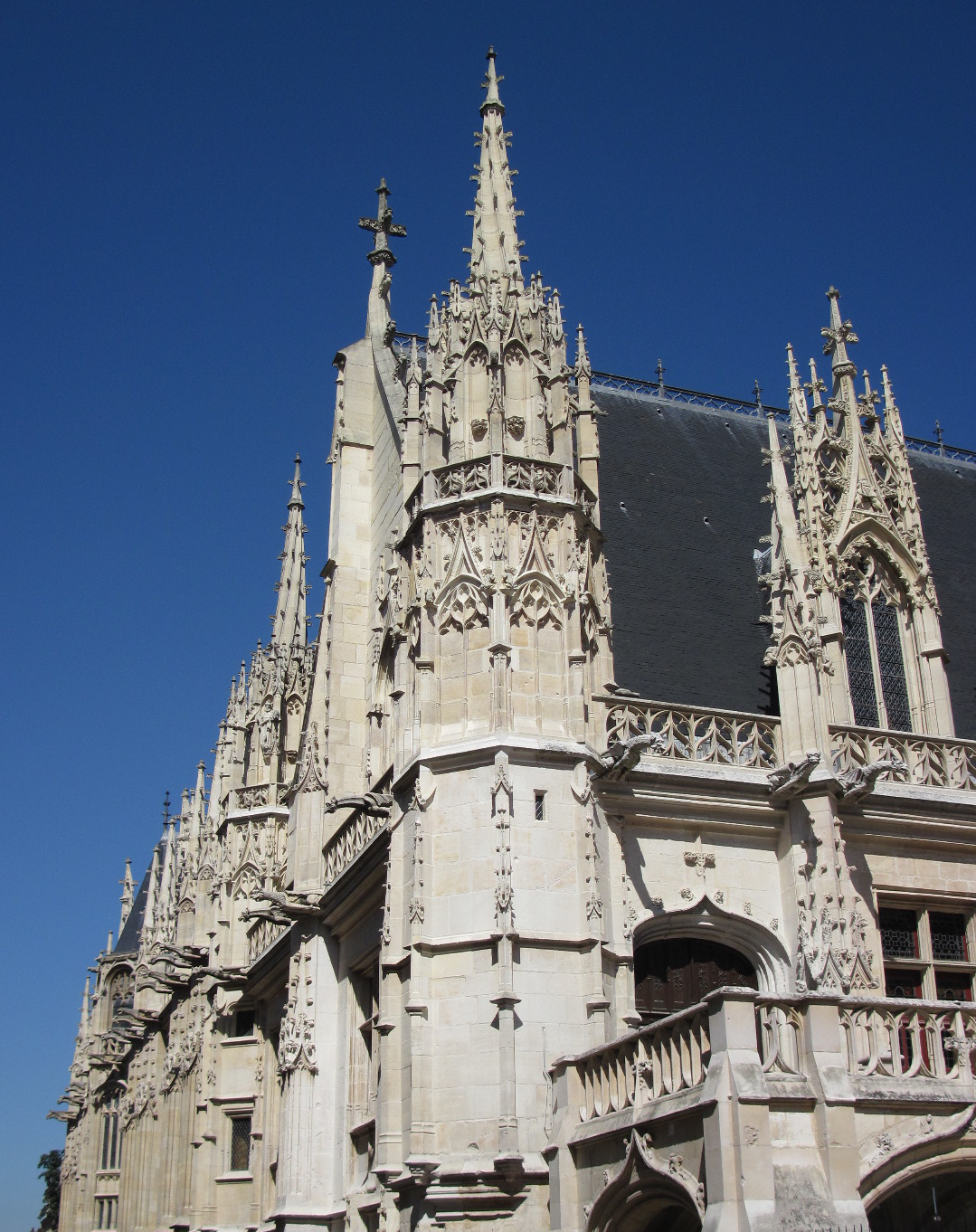
细部

## 建筑
该法院是法国中世纪少数世俗哥特式建筑之一。  